# جورجيت صايغ
جورجيت صايغ: ممثلة ومغنية لبنانية اشتهرت في السبعينات، قامت بعدة أدوار في العديد من مسرحيات الاخوين رحباني وشاركت أيضا السيدة فيروز في العديدة من مسرحياتها.
قامت بدور البطولة في مسرحية (سهرية) من تأليف وتلحين زياد الرحباني. شاركت في تقديم العديد من الأعمال الفنية، مثل مسرحية (ناس من ورق) ومسلسل (كانت أيام). 
وقامت باداء مجموعة من الأغاني الجميلة مثل : نطرني وبلغي كل مواعيدي ويا بو مرعي و يا ما سوا بفي الياسمينة وغيرها.

## وصلات خارجية
- جورجيت صايغ على موقع ميوزك برينز (الإنجليزية)
- جورجيت صايغ على موقع ديسكوغز (الإنجليزية)
- ملحم بركات وجورجيت صايغ - بلغي كل مواعيدي يوتيوب